# Damen Combi Freighter 3850
Der Damen Combi Freighter 3850 (verkürzt auch als Damen CF 3850 bezeichnet) ist ein von der Damen Shipyards Group in Gorinchem entwickelter Serienfrachtschiffstyp. Der Bau erfolgte von 2000 bis 2013 federführend durch die Werft Damen Shipyards Bergum in Bergum, wobei die Kaskos von anderen europäischen Werften zugeliefert wurden. Nach einer rund siebenjährigen Unterbrechung der Produktion wird der Schiffstyp seit 2020 in leicht modifizierter Form von der Werft Damen Yichang Shipyard in Yichang gebaut.

## Einzelheiten

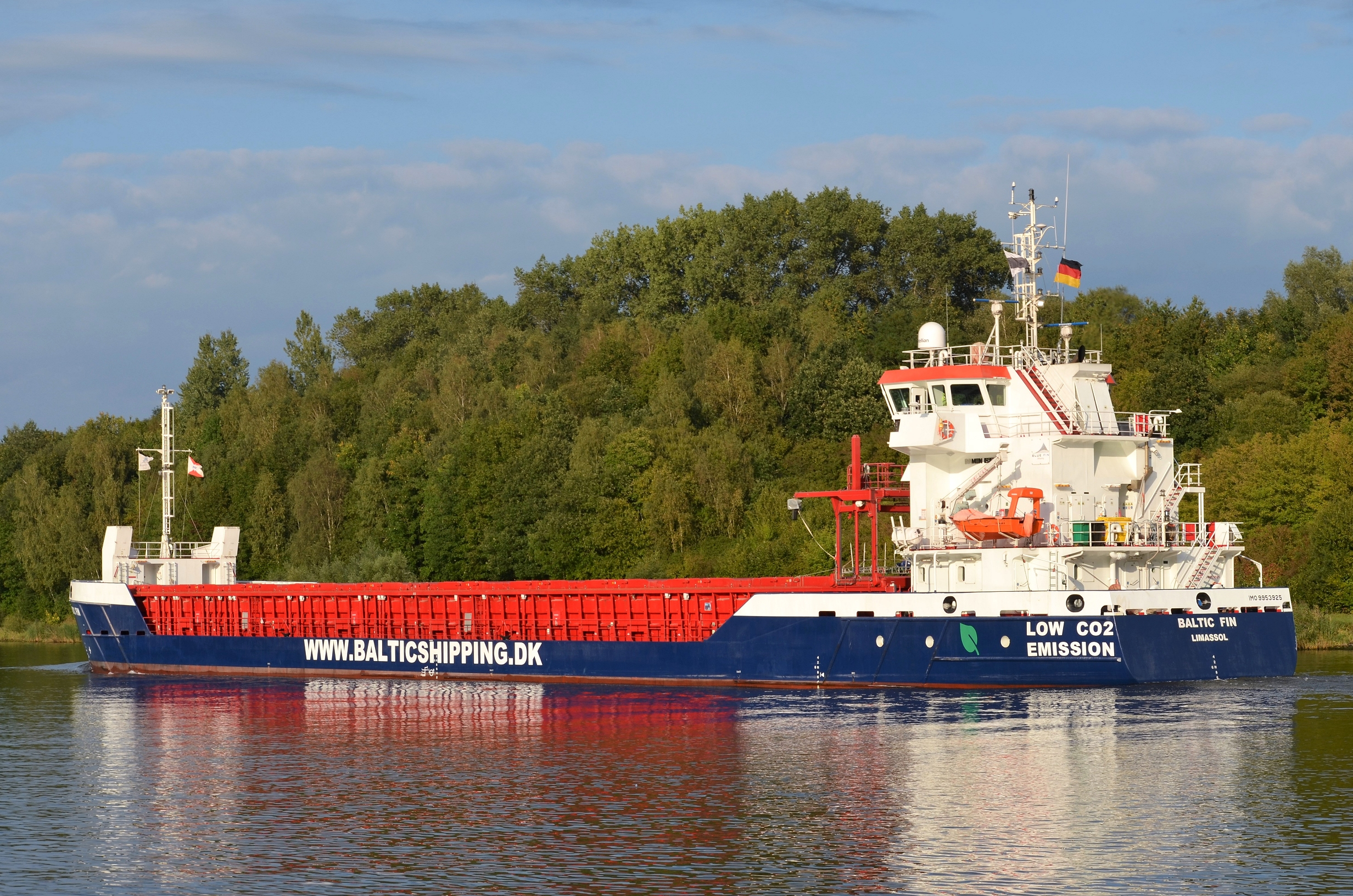
Heckansicht der 2023 gebauten Baltic Fin

Die Küstenmotorschiffe des Combi-Freighter-3850-Typs sind als Mehrzweck-Trockenfrachtschiffe mit weit achtern angeordnetem Deckshaus und einem langen Laderaum ohne eigenes Ladegeschirr ausgelegt. Die eisverstärkten Rümpfe wurden in Sektionsbauweise zusammengefügt. Die Schiffe haben einen leicht ausfallenden Steven ohne Wulstbug. Der Typ verfügt über ein festes Deckshaus und über einen größtenteils kastenförmigen (box-shaped) Laderaum mit einem Rauminhalt von 5250 m3, in dem zwei versetzbare Schotten eingesetzt werden können. Die durchgehende Luke wird von Pontonlukendeckeln verschlossen, die einzeln von einem Lukenwagen geöffnet und verfahren werden können. Der Laderaum ist 62,52 Meter lang und 10,10 Meter breit. Die Tankdecke, welche mit bis zu 15 t/m² belastet werden kann, ist für den Ladungsumschlag und Transport von Schwergut verstärkt. Es können insgesamt 176 20-Fuß-Containern (TEU) transportiert werden, 108 TEU im Laderaum und weitere 68 TEU auf den Lukendeckeln. Einige Schiffe des Typs verfügen über eine auf bis zu 193 TEU gesteigerte Containerkapazität.
Angetrieben werden die Schiffe der Baureihe von einem MaK-Viertakt-Dieselmotor des Typs 8M20C mit einer Leistung von 1520 kW, der über ein Untersetzungsgetriebe auf einen Verstellpropeller und einen Wellengenerator mit 330 KVA Leistung wirkt. Weiterhin steht ein Hilfsdiesel mit jeweils 175 kW Leistung und ein Notdiesel mit 77 kW Leistung zur Verfügung. Die An- und Ablegemanöver werden durch ein Bugstrahlruder unterstützt.
Die Einheiten der Combi-Freighter-3850-Baureihe werden vorwiegend in der kleinen und mittleren Fahrt im Transport von Containern eingesetzt. Sie sind aber auch für den Transport von Massengütern, Massenstückgütern und kleineren Projektladungen geeignet.
Die ab 2020 in Yichang gebauten Schiffe unterscheiden sich in mehreren Details von den älteren Einheiten. Sie besitzen unter anderem ein breiteres Deckshaus mit vergrößerter Brücke, ein überarbeitetes Spiegelheck mit stärkerer Neigung sowie einen Sechszylindermotor des Herstellers Anglo Belgian Corporation als Hauptmaschine.

## Die Schiffe
| Damen Combi-Freighter 3850                                                            | Damen Combi-Freighter 3850                                                                | Damen Combi-Freighter 3850 | Damen Combi-Freighter 3850 | Damen Combi-Freighter 3850                           | Damen Combi-Freighter 3850                                                                             |
| Bauname                                                                               | Bauwerft/ Baunummer                                                                       | IMO- Nummer                | Ablieferung                | Auftraggeber                                         | Umbenennungen und Verbleib                                                                             |
| ------------------------------------------------------------------------------------- | ----------------------------------------------------------------------------------------- | -------------------------- | -------------------------- | ---------------------------------------------------- | --- |
| Petra                                                                                 | Daewoo-Mangalia/1014 (Kasko) Damen Shipyards Bergum/368                                   | 9195729                    | 28. Dezember 2000          | Intersee Schiffahrtsgesellschaft, Haren/Ems          | 2010 Vedette → 2019 Baltic Moon → 2024 Rix Sapphire, so 2024 in Fahrt                                  |
| Vera                                                                                  | Daewoo-Mangalia/1012 (Kasko) Damen Shipyards Bergum/9339                                  | 9195690                    | 29. Dezember 2000          | Intersee Schiffahrtsgesellschaft, Haren/Ems          | 2006 Fri Ocean, so 2024 in Fahrt                                                                       |
| Sandra                                                                                | Daewoo-Mangalia/1015 (Kasko) Damen Shipyards Bergum/369                                   | 9195731                    | 7. Februar 2001            | Intersee Schiffahrtsgesellschaft, Haren/Ems          | 2011 Hohegrund → 2012 Lady Gul → 2018 Ventura, so 2024 in Fahrt                                        |
| Oostersingel                                                                          | Daewoo-Mangalia/1033 (Kasko) Damen Shipyards Bergum/9344                                  | 9195743                    | 16. Mai 2001               | Armawa Shipping & Trading, Haren/Groningen           | 2005 Helas → 2019 Svealand, so 2024 in Fahrt                                                           |
| Oosterhaven                                                                           | Daewoo-Mangalia/1034 (Kasko) Damen Shipyards Bergum/9345                                  | 9195755                    | 21. August 2001            | Armawa Shipping & Trading, Haren/Groningen           | 2004 HC Gesa → 2007 John Friedrich K. → 2020 Madicken, so 2024 in Fahrt                                |
| Oosterstraat                                                                          | Leninska Kuznya, Kiew (Kasko) Damen Shipyards Bergum/9340                                 | 9195705                    | 12. Oktober 2001           | Armawa Shipping & Trading, Haren/Groningen           | 2004 HC Hanna → 2007 Geert K. → 2021 Geert, so 2024 in Fahrt                                           |
| Oosterpoort                                                                           | Leninska Kuznya, Kiew (Kasko) Damen Shipyards Bergum/9341                                 | 9195717                    | 7. November 2001           | Armawa Shipping & Trading, Haren/Groningen           | 2004 HC Ida → 2007 Juergen K. → 2020 Astrid → 2023 Astrid S → 2024 Amara Jules Verne, so 2024 in Fahrt |
| Oosterbrug                                                                            | Daewoo-Mangalia/1038 (Kasko) Damen Shipyards Bergum/9333                                  | 9195638                    | 15. Januar 2002            | Armawa Shipping & Trading, Haren/Groningen           | 2004 HC Freya → 2007 Yvonne K. → 2021 Sea Melody, so 2024 in Fahrt                                     |
| Esperance                                                                             | Daewoo-Mangalia/1039 (Kasko) Damen Shipyards Bergum/9334                                  | 9195640                    | 22. März 2002              | Geuze Shipping, Poortvliet                           | 2007 Amny Dollard → 2012 Eems Dart, so 2024 in Fahrt                                                   |
| Espoire                                                                               | ATVT Sudnobudivnyi Zavod „Zaliv“, Kerch/01701 (Kasko) Damen Shipyards Bergum/9323         | 9195535                    | 16. Januar 2003            | Geuze Shipping, Poortvliet                           | 2004 Steel Queen → 2006 Espoire → 2007 Amny Eems → 2012 Eems Exe, so 2024 in Fahrt                     |
| Blue Sky                                                                              | ATVT Sudnobudivnyi Zavod „Zaliv“, Kerch/01702 (Kasko) Damen Shipyards Bergum/9346         | 9195767                    | 17. Oktober 2003           | Tristar Shipping, Waskemeer                          | 2007 Beaumotion → 2023 Rix Delta, so 2024 in Fahrt                                                     |
| Artemis                                                                               | ATVT Sudnobudivnyi Zavod „Zaliv“, Kerch/01703 (Kasko) Damen Shipyards Bergum/9348         | 9278337                    | 9. Januar 2004             | Oudvaart Shipping, Sneek                             | 2007 Eems Dollard, so 2024 in Fahrt                                                                    |
| Blue Star                                                                             | ATVT Sudnobudivnyi Zavod „Zaliv“, Kerch/01704 (Kasko) Damen Shipyards Bergum/9349         | 9278349                    | 30. September 2004         | Tristar Shipping, Waskemeer                          | 2011 Beaumonde → 2023 GT Cetus, so 2024 in Fahrt                                                       |
| Beaumont                                                                              | BLRT Laevaehitus OU, Tallinn (Kasko) Damen Shipyards Bergum/9350                          | 9319416                    | 15. April 2005             | Unisea Shipping, Sneek                               | so 2024 in Fahrt                                                                                       |
| Ammon                                                                                 | BLRT Laevaehitus OU, Tallinn (Kasko) Damen Shipyards Bergum/9351                          | 9319428                    | 7. Oktober 2005            | Hunze Lloyd, Midwolda                                | 2022 Eems Fivel, so 2024 in Fahrt                                                                      |
| Milady                                                                                | BLRT Laevaehitus OU, Tallinn (Kasko) Damen Shipyards Bergum/9360                          | 9319430                    | 20. Dezember 2005          | Briese Shipping, Scheemda                            | 2022 Breb Timber, so 2024 in Fahrt                                                                     |
| Musketier                                                                             | BLRT Laevaehitus OU, Tallinn (Kasko) Damen Shipyards Bergum/9361                          | 9369514                    | 19. Mai 2006               | Briese Shipping, Scheemda                            | 2023 Atlas → 2024 Vesper, so 2024 in Fahrt                                                             |
| Blue Bay                                                                              | Leninska Kuznya, Kiew (Kasko) Damen Shipyards Bergum/9397                                 | 9370276                    | 6. November 2006           | Otto A. Müller Schiffahrt, Hamburg                   | 2016 Hanna → 2020 Hanna L → 2021 Luca B → 2023 Nicki, so 2024 in Fahrt                                 |
| Beaumajor                                                                             | Brodogradiliste „Sava“, Mačvanska Mitrovica (Kasko) Damen Shipyards Bergum/9366           | 9373266                    | 18. April 2007             | Unisea Shipping, Sneek                               | abgeliefert als Beaumagic, so 2024 in Fahrt                                                            |
| Hathor                                                                                | Brodogradiliste „Sava“, Mačvanska Mitrovica (Kasko) Damen Shipyards Bergum/9368           | 9373280                    | 14. April 2007             | Hunze Lloyd, Midwolda                                | 2022 Eems Delf, so 2024 in Fahrt                                                                       |
| Blue Dragon                                                                           | Leninska Kuznya, Kiew (Kasko) Damen Shipyards Bergum/9398                                 | 9370288                    | 6. Juli 2007               | Otto A. Müller Schiffahrt, Hamburg                   | 2016 Nataly → 2021 Conformity, so 2024 in Fahrt                                                        |
| Karina G.                                                                             | Kyyivskyi SSZ, Kiew (Kasko) Damen Shipyards Bergum/9388                                   | 9380726                    | 27. Oktober 2007           | Reederei Gerdes Gruppe, Haren/Ems                    | 2015 Maras → 2022 Celtic Explorer, so 2024 in Fahrt                                                    |
| Beaumaris                                                                             | Brodogradiliste „Sava“, Mačvanska Mitrovica (Kasko) Damen Shipyards Bergum/9367           | 9373278                    | 24. Oktober 2007           | Unisea Shipping, Sneek                               | 2014 Alecto → 2023 GT Pike, so 2024 in Fahrt                                                           |
| Beaumare                                                                              | Brodogradiliste „Sava“, Mačvanska Mitrovica (Kasko) Damen Shipyards Bergum/9369           | 9401245                    | 28. Januar 2008            | Unisea Shipping, Sneek                               | 2023 GT Delphin, so 2024 in Fahrt                                                                      |
| Christina G.                                                                          | Kyyivskyi SSZ, Kiew (Kasko) Damen Shipyards Bergum/9389                                   | 9387310                    | 9. Juni 2008               | Reederei Gerdes Gruppe, Haren/Ems                    | 2015 Rova Stones, so 2024 in Fahrt                                                                     |
| Beaumaiden                                                                            | Brodogradiliste „Sava“, Mačvanska Mitrovica (Kasko) Damen Shipyards Bergum/9370           | 9401257                    | 11. Juli 2008              | Unisea Shipping, Sneek                               | so 2024 in Fahrt                                                                                       |
| Tucana                                                                                | Nevsky Shipbuilding & Shiprepair Plant, Schlüsselburg (Kasko) Damen Shipyards Bergum/9372 | 9455674                    | 17. Oktober 2008           | Toucan Maritime, Heerhugowaard                       | so 2024 in Fahrt                                                                                       |
| Carolin G.                                                                            | Brodogradiliste „Sava“, Mačvanska Mitrovica (Kasko) Damen Shipyards Bergum/9371           | 9462500                    | 29. November 2008          | Reederei Gerdes Gruppe, Haren/Ems                    | 2016 Wilson Dale → 2019 Carolin G., so 2024 in Fahrt                                                   |
| Clare Christine                                                                       | Leninska Kuznya, Kiew (Kasko) Damen Shipyards Bergum/9399                                 | 9370290                    | 15. Januar 2009            | Grimpe Marine Consulting, Bruchhausen-Vilsen         | 2016 Indi, so 2024 in Fahrt                                                                            |
| Avalon                                                                                | Brodogradiliste „Sava“, Mačvanska Mitrovica (Kasko) Damen Shipyards Bergum/9390           | 9387322                    | 18. April 2009             | Avalon Shipping, Indijk                              | 2020 Verena, so 2024 in Fahrt                                                                          |
| Aerandir                                                                              | Brodogradiliste „Sava“, Mačvanska Mitrovica (Kasko) Damen Shipyards Bergum/               | 9462744                    | 5. September 2009          | Van Lent Rederij, Indijk                             | 2020 Wilma, so 2024 in Fahrt                                                                           |
| Birgit G.                                                                             | Brodogradiliste „Sava“, Mačvanska Mitrovica (Kasko) Damen Shipyards Bergum/9402           | 9536064                    | 18. Februar 2010           | Reederei Gerdes Gruppe, Haren/Ems                    | 2016 Wilson Dalvik → 2019 Birgit G., so 2024 in Fahrt                                                  |
| Johanna Desiree                                                                       | Chernomorsky Shipyard, Mykolajiw (Kasko) Damen Shipyards Bergum/9409                      | 9517238                    | 1. November 2010           | Grimpe Marine Consulting, Bruchhausen-Vilsen         | 2016 Rosi, so 2024 in Fahrt                                                                            |
| Heinz G.                                                                              | Brodogradiliste „Sava“, Mačvanska Mitrovica (Kasko) Damen Shipyards Bergum/9401           | 9536521                    | 6. Januar 2011             | Reederei Gerdes Gruppe, Haren/Ems                    | 2016 Wilson Dunkirk → 2019 Heinz G., so 2024 in Fahrt                                                  |
| Geervliet                                                                             | Brodogradiliste „Sava“, Mačvanska Mitrovica (Kasko) Damen Shipyards Bergum/9392           | 9536052                    | 21. Mai 2011               | Hartel Shipping & Chartering B.V., Oostvoorne        | 2022 Aristona, so 2024 in Fahrt                                                                        |
| Calypso                                                                               | Leninska Kuznya, Kiew (Kasko)/9368 Damen Shipyards Bergum/9400                            | 9370305                    | 6. September 2011          | Capelle Chartering & Trading, Capelle aan den Ijssel | 2022 Clarity, so 2024 in Fahrt                                                                         |
| Heenvliet                                                                             | Brodogradiliste „Sava“, Mačvanska Mitrovica (Kasko) Damen Shipyards Bergum/9407           | 9536076                    | 7. Oktober 2011            | Hartel Shipping & Chartering, Oostvoorne             | so 2024 in Fahrt                                                                                       |
| Famke G.                                                                              | Chernomorsky Shipyard, Mykolajiw (Kasko) Damen Shipyards Bergum/9415                      | 9518218                    | 14. September 2012         | Reederei Gerdes Gruppe, Haren/Ems                    | abgeliefert als Huelin Dispatch → 2023 Mia Maria, so 2024 in Fahrt                                     |
| Tjonger                                                                               | Chernomorsky Shipyard, Mykolajiw (Kasko) Damen Shipyards Bergum/9410                      | 9517240                    | 25. Oktober 2012           | Drenth Ship Consult, Farmsum                         | 2022 Eems Tjonger, so 2024 in Fahrt                                                                    |
| Haringvliet                                                                           | Damen Shipyards Galati (Kasko) Damen Shipyards Bergum/9413                                | 9625229                    | 30. November 2012          | Hartel Shipping & Chartering, Oostvoorne             | 2025 Hendrik-S                                                                                         |
| Hoogvliet                                                                             | Damen Shipyards Galati/1217 (Kasko) Damen Shipyards Bergum/9414                           | 9625231                    | 2. Februar 2013            | Hartel Shipping & Chartering, Oostvoorne             | so 2024 in Fahrt                                                                                       |
| Noordvliet                                                                            | Chernomorsky Shipyard, Mykolajiw (Kasko) Damen Shipyards Bergum/9416                      | 9518220                    | 24. Dezember 2013          | Hartel Shipping & Chartering, Oostvoorne             | so 2024 in Fahrt                                                                                       |
| Alecto                                                                                | Chernomorsky Shipyard, Mykolajiw (Kasko) Damen Shipyards Bergum/9408                      | 9629809                    | 28. Dezember 2013          | Hudig & Veder Chartering, Rhoon                      | abgeliefert als Zuidvliet → 2023 Lotta, so 2024 in Fahrt                                               |
| Damen 559011 (CF3850-2)                                                               | Damen Yichang Shipyard, Yichang/559011                                                    | 9858682                    | 1. Januar 2021             | Damen Shipyards, Gorinchem                           | als Unitas-H in Fahrt gesetzt → 2022 Leonie, so 2024 in Fahrt                                          |
| Damen 559010 (CF3850-1)                                                               | Damen Yichang Shipyard, Yichang/559010                                                    | 9858670                    | 23. August 2021            | Damen Shipyards, Gorinchem                           | als Solitas-H in Fahrt gesetzt, so 2024 in Fahrt                                                       |
| Damen Gorinchem 559012                                                                | Damen Yichang Shipyard, Yichang/559012                                                    | 9864760                    | 2. September 2021          | Damen Shipyards, Gorinchem                           | als Sophie in Fahrt gesetzt, 2025 Baltic Transport                                                     |
| Damen Gorinchem 559013                                                                | Damen Yichang Shipyard, Yichang/559013                                                    | 9864772                    | 28. September 2021         | Damen Shipyards, Gorinchem                           | als Benabell G. in Fahrt gesetzt, so 2024 in Fahrt                                                     |
| Bothnia Fin                                                                           | Damen Yichang Shipyard, Yichang/559019                                                    | 9953913                    | 20. Dezember 2022          | Blue Fin Shipping, Buxtehude                         | 2024 Baltic Sun, so 2024 in Fahrt                                                                      |
| Baltic Fin                                                                            | Damen Yichang Shipyard, Yichang/559020                                                    | 9953925                    | 6. Januar 2023             | Blue Fin Shipping, Buxtehude                         | so 2024 in Fahrt                                                                                       |
| Jan Laurenz                                                                           | Damen Yichang Shipyard, Yichang/559021                                                    | 9953937                    | 16. Januar 2023            | Reederei Held, Haren/Ems                             | 2025 Ems Mira                                                                                          |
| Sven                                                                                  | Damen Yichang Shipyard, Yichang/559022                                                    | 9953949                    | 10. Februar 2023           | HS Schiffahrts Gruppe, Haren/Ems                     | so 2024 in Fahrt                                                                                       |
| Friedhelm                                                                             | Damen Yichang Shipyard, Yichang/559023                                                    | 9953951                    | 2. März 2023               | HS Schiffahrts Gruppe, Haren/Ems                     | so 2024 in Fahrt                                                                                       |
| Wes Esther                                                                            | Damen Yichang Shipyard, Yichang/559024                                                    | 9953963                    | 22. Mai 2023               | Wessels Reederei, Haren/Ems                          | so 2024 in Fahrt                                                                                       |
| Wes Elisa                                                                             | Damen Yichang Shipyard, Yichang/559025                                                    | 9953975                    | 9. Juni 2023               | Wessels Reederei, Haren/Ems                          | so 2024 in Fahrt                                                                                       |
| Kalli G.                                                                              | Damen Yichang Shipyard, Yichang/559029                                                    | 9962938                    | 19. Juli 2023              | Reederei Gerdes Gruppe, Haren/Ems                    | so 2024 in Fahrt                                                                                       |
| Biscay Fin                                                                            | Damen Yichang Shipyard, Yichang/559026                                                    | 9953987                    | 28. August 2023            | Blue Fin Shipping, Buxtehude                         | 2024 Baltic Moon, so 2024 in Fahrt                                                                     |
| Bering Fin                                                                            | Damen Yichang Shipyard, Yichang/559027                                                    | 9953999                    | 18. September 2023         | Blue Fin Shipping, Buxtehude                         | 2024 Baltic Wind, so 2024 in Fahrt                                                                     |
| Baikal Fin                                                                            | Damen Yichang Shipyard, Yichang/559028                                                    | 9954008                    | 16. Oktober 2023           | Blue Fin Shipping, Buxtehude                         | 2024 Baltic Steel, so 2024 in Fahrt                                                                    |
| Barents Fin                                                                           | Damen Yichang Shipyard, Yichang/559030                                                    | 9962940                    | 20. November 2023          | Blue Fin Shipping, Buxtehude                         | 2024 Baltic Grain, so 2024 in Fahrt                                                                    |
| Bellsund Fin                                                                          | Damen Yichang Shipyard, Yichang/559031                                                    | 9962952                    | 5. Januar 2024             | Blue Fin Shipping, Buxtehude                         | 2024 Baltic Split, so 2024 in Fahrt                                                                    |
| Indigo                                                                                | Damen Yichang Shipyard, Yichang/559032                                                    | 9962964                    | 4. Januar 2024             | Baltnautic, Rotterdam                                | so 2024 in Fahrt                                                                                       |
| Violet                                                                                | Damen Yichang Shipyard, Yichang/559033                                                    | 9962976                    | 11. Januar 2024            | Baltnautic, Rotterdam                                | so 2024 in Fahrt                                                                                       |
| Fuldatal                                                                              | Damen Yichang Shipyard, Yichang/559034                                                    | 9962988                    | 7. Mai 2024                | HS Schiffahrts Gruppe, Haren/Ems                     | so 2024 in Fahrt                                                                                       |
| Wes Madita                                                                            | Damen Yichang Shipyard, Yichang/559035                                                    | 9962990                    | 13. Mai 2024               | Wessels Reederei, Haren/Ems                          | so 2024 in Fahrt                                                                                       |
| Baltic Coaster                                                                        | Damen Yichang Shipyard, Yichang/559036                                                    | 9963009                    | 16. September 2024         | Ocean Star Shipping, Jork                            | so 2024 in Fahrt                                                                                       |
| Baltic Eclipse                                                                        | Damen Yichang Shipyard, Yichang/559037                                                    | 9963011                    | 24. September 2024         | Ocean Star Shipping, Jork                            | so 2024 in Fahrt                                                                                       |
| Arion                                                                                 | Ba Son Shipyard, Ho-Chi-Minh-Stadt/559040                                                 | 9995844                    | 30. September 2024         | Reederei M. Lauterjung, Emden                        | 2024 Amadeus Pearl, so 2024 in Fahrt                                                                   |
| Daten: Equasis, Fleetmon, Stichting Maritiem Historische Databank, Miramar Ship Index |                                                                                           |                            |                            |                                                      | |